# 伊韦特河畔库尔塞勒站
伊韦特河畔库尔塞勒站（法語：Gare de Courcelle-sur-Yvette），是法国的一个铁路车站，属于大区快铁B线B4支线。开通于1867年8月26日，位于埃松省伊韦特河畔日夫的村庄伊韦特河畔库尔塞勒（Courcelle-sur-Yvette）。属于第五收费区（法語：Zone 5），1977年12月9日大区快铁B线开始使用本站。